# White Rock (Nuevo México)
White Rock es un lugar designado por el censo ubicado en el condado de Los Álamos en el estado estadounidense de Nuevo México. En el Censo de 2010 tenía una población de 5725 habitantes y una densidad poblacional de 311,37 personas por km².

## Geografía
White Rock se encuentra ubicado en las coordenadas 35°47′34″N 106°12′12″O / 35.79278, -106.20333. Según la Oficina del Censo de los Estados Unidos, White Rock tiene una superficie total de 18.39 km², de la cual 18.26 km² corresponden a tierra firme y (0.66%) 0.12 km² es agua.

## Demografía
Según el censo de 2010, había 5725 personas residiendo en White Rock. La densidad de población era de 311,37 hab./km². De los 5725 habitantes, White Rock estaba compuesto por el 92.12% blancos, el 0.45% eran afroamericanos, el 0.61% eran amerindios, el 3.53% eran asiáticos, el 0.03% eran isleños del Pacífico, el 1.29% eran de otras razas y el 1.96% pertenecían a dos o más razas. Del total de la población el 13.89% eran hispanos o latinos de cualquier raza.

## En la cultura popular
- White Rock es el escenario de una de las primeras escenas de la película de Sergio Leone de 1965 Per qualche dollaro in più, protagonizada por Clint Eastwood, Lee Van Cleef y Gian Maria Volonté, siendo la primera población donde aparece el personaje interpretado por Clint Eastwood. Sin embargo, este es un procronismo, ya que White Rock se fundó después del período histórico en el que se basó el film.